# Wiaczesław Tarasow
Wiaczesław Siergiejewicz Tarasow (ros. Вячеслав Сергеевич Тарасов; ur. 2 lutego 1988) – rosyjski siatkarz, grający na pozycji przyjmującego.
W Bielsku-Białej 26 czerwca 2021 roku wziął ślub cywilny z belgijską siatkarką (polskiego pochodzenia) Dominiką Sobolską. Poznali się w Bielsku-Białej, grając w sezonie 2017/2018 w dwóch różnych klubach: Dominika w BKS-ie Profi Credit Bielsko-Biała, a Wiaczesław w BBTS-ie Bielsko-Biała.

## Sukcesy klubowe
Puchar Challenge:
- 2008

Mistrzostwo Rosji:
- 2017